# David Gilbarg
David Gilbarg (* 17. September 1918 in Boston; † 20. April 2001 in Palo Alto)  war ein US-amerikanischer Mathematiker, der sich mit partiellen Differentialgleichungen beschäftigte.

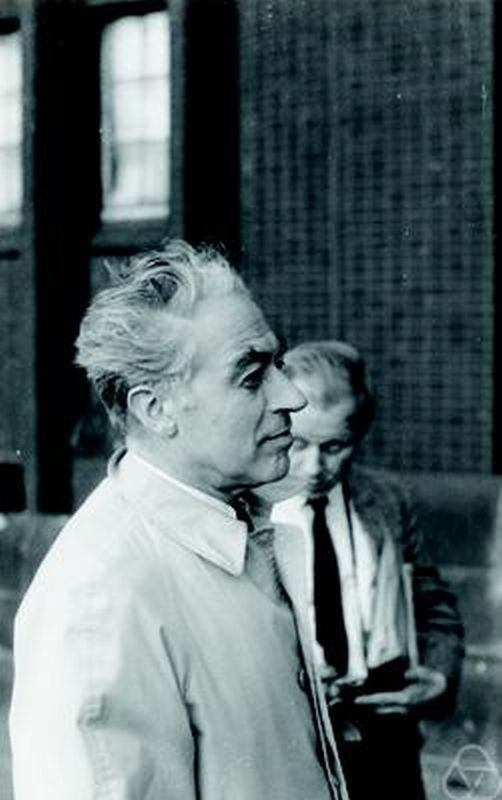
Gilbarg 1969 in Tokio

Gilbarg studierte am City College of New York, wo er 1937 seinen Abschluss machte. 1941 promovierte er bei Emil Artin an der Indiana University (The structure of the group of p-adic 1-units). Im Zweiten Weltkrieg leitete er die Abteilung Hydrodynamik und theoretische Mechanik am Naval Ordnance Laboratory. Nach dem Krieg war er Assistant Professor an der Indiana University. Ab 1957 war er Professor an der Stanford University, wo er schon ab 1954 als Gastprofessor war und davor als Gastwissenschaftler. 1959 bis 1970 war er dort Vorsitzender der mathematischen Fakultät. 1989 ging er in den Ruhestand, blieb aber als Mathematiker aktiv. Gilbarg verfasste mit seinem Doktoranden Neil Trudinger ein bekanntes Lehrbuch über partielle Differentialgleichungen.
Er war verheiratet und hatte einen Sohn.
Zu seinen Doktoranden gehören James Serrin, Neil Trudinger, Norman George Meyers, Jerald Ericksen.

## Schriften
- mit Neil Trudinger: Elliptic partial differential equations of second order, Springer 1977, 3. Auflage 1998, ISBN 3-540-41160-7